# كين كالفرت
كين كالفرت (بالإنجليزية: Ken Calvert)‏ هو مسير أعمال وسياسي أمريكي، ولد في 8 يونيو 1953 بكورونا في الولايات المتحدة. حزبياً، نشط في الحزب الجمهوري.

## مناصب
- في انتخابات مجلس النواب الأمريكي 1992 [الإنجليزية]‏، انتخب عضو مجلس النواب الأمريكي عن دائرة California's 43rd congressional district [الإنجليزية]‏ وقد انضم خلال فترته النيابية [الإنجليزية]‏ (5 يناير 1993 – 3 يناير 1995) للكتلة البرلمانية الحزب الجمهوري.
- في انتخابات مجلس النواب الأمريكي 1994 [الإنجليزية]‏، انتخب عضو مجلس النواب الأمريكي عن دائرة California's 43rd congressional district [الإنجليزية]‏ وقد انضم خلال فترته النيابية [الإنجليزية]‏ (4 يناير 1995 – 3 يناير 1997) للكتلة البرلمانية الحزب الجمهوري.
- في انتخابات مجلس النواب الأمريكي 1996 [الإنجليزية]‏، انتخب عضو مجلس النواب الأمريكي عن دائرة California's 43rd congressional district [الإنجليزية]‏ وقد انضم خلال فترته النيابية [الإنجليزية]‏ (7 يناير 1997 – 3 يناير 1999) للكتلة البرلمانية الحزب الجمهوري.
- في انتخابات مجلس النواب الأمريكي 1998 [الإنجليزية]‏، انتخب عضو مجلس النواب الأمريكي عن دائرة California's 43rd congressional district [الإنجليزية]‏ وقد انضم خلال فترته النيابية (6 يناير 1999 – 3 يناير 2001) للكتلة البرلمانية الحزب الجمهوري.
- في انتخابات مجلس النواب الأمريكي 2000 [الإنجليزية]‏، انتخب عضو مجلس النواب الأمريكي عن دائرة California's 43rd congressional district [الإنجليزية]‏ وقد انضم خلال فترته النيابية [الإنجليزية]‏ (3 يناير 2001 – 3 يناير 2003) للكتلة البرلمانية الحزب الجمهوري.
- في انتخابات مجلس النواب الأمريكي 2002 [الإنجليزية]‏، انتخب عضو مجلس النواب الأمريكي عن دائرة California's 44th congressional district [الإنجليزية]‏ وقد انضم خلال فترته النيابية [الإنجليزية]‏ (7 يناير 2003 – 3 يناير 2005) للكتلة البرلمانية الحزب الجمهوري.
- في انتخابات مجلس النواب الأمريكي 2004 [الإنجليزية]‏، انتخب عضو مجلس النواب الأمريكي عن دائرة California's 44th congressional district [الإنجليزية]‏ وقد انضم خلال فترته النيابية [الإنجليزية]‏ (4 يناير 2005 – 3 يناير 2007) للكتلة البرلمانية الحزب الجمهوري.
- في انتخابات مجلس النواب الأمريكي 2006 [الإنجليزية]‏، انتخب عضو مجلس النواب الأمريكي عن دائرة California's 44th congressional district [الإنجليزية]‏ وقد انضم خلال فترته النيابية [الإنجليزية]‏ (4 يناير 2007 – 3 يناير 2009) للكتلة البرلمانية الحزب الجمهوري.
- في انتخابات مجلس النواب الأمريكي 2008 [الإنجليزية]‏، انتخب عضو مجلس النواب الأمريكي عن دائرة California's 44th congressional district [الإنجليزية]‏ وقد انضم خلال فترته النيابية [الإنجليزية]‏ (6 يناير 2009 – 3 يناير 2011) للكتلة البرلمانية الحزب الجمهوري.
- في انتخابات مجلس النواب الأمريكي 2010 [الإنجليزية]‏، انتخب عضو مجلس النواب الأمريكي عن دائرة California's 44th congressional district [الإنجليزية]‏ وقد انضم خلال فترته النيابية [الإنجليزية]‏ (5 يناير 2011 – 3 يناير 2013) للكتلة البرلمانية الحزب الجمهوري.
- في انتخابات مجلس النواب الأمريكي 2012، انتخب عضو مجلس النواب الأمريكي عن دائرة California's 42nd congressional district [الإنجليزية]‏ وقد انضم خلال فترته النيابية (3 يناير 2013 – 3 يناير 2015) للكتلة البرلمانية الحزب الجمهوري.
- في انتخابات مجلس النواب الأمريكي 2014 [الإنجليزية]‏، انتخب عضو مجلس النواب الأمريكي عن دائرة California's 42nd congressional district [الإنجليزية]‏ وقد انضم خلال فترته النيابية [الإنجليزية]‏ (6 يناير 2015 – 3 يناير 2017) للكتلة البرلمانية الحزب الجمهوري.
- في انتخابات مجلس النواب الأمريكي 2016، انتخب عضو مجلس النواب الأمريكي عن دائرة California's 42nd congressional district [الإنجليزية]‏ وقد انضم خلال فترته النيابية [الإنجليزية]‏ (3 يناير 2017 – 3 يناير 2019) للكتلة البرلمانية الحزب الجمهوري.
- انتخب رئيس مجلس الإدارة (1984 – 1988).
- انتخب عضو مجلس النواب الأمريكي عن دائرة California's 43rd congressional district [الإنجليزية]‏ (3 يناير 1993 – 3 يناير 2003).
- انتخب عضو مجلس النواب الأمريكي عن دائرة California's 44th congressional district [الإنجليزية]‏ (3 يناير 2003 – 3 يناير 2013).
- انتخب عضو مجلس النواب الأمريكي عن دائرة California's 42nd congressional district [الإنجليزية]‏ (3 يناير 2013 – ).

## وصلات خارجية
- الموقع الرسمي